# SEKEM

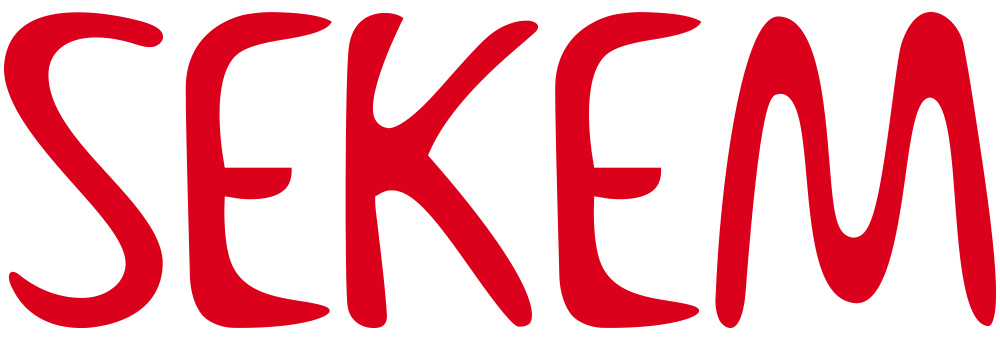
SEKEM-logo

SEKEM is een in 1977 door Ibrahim Abouleish opgericht fair-tradebedrijf in Egypte. Abouleish ontgon circa 70 ha woestijngrond nabij Belbeis, ongeveer zestig kilometer ten noordoosten van Caïro. Hij liet zich daarbij inspireren door spirituele inzichten uit antroposofie en islam. SEKEM produceert diverse levensmiddelen, kruidenpreparaten en textiel op basis van de biologisch-dynamische landbouwmethode. Producten van SEKEM werden aanvankelijk grotendeels naar het westen geëxporteerd, maar in toenemende mate nu ook in Egypte zelf afgezet. Inmiddels is het areaal uitgegroeid tot ca. 3.000 ha (2009) in Belbeis, Bahariyah en de Sinaï-woestijn.

## Holding
De SEKEM Holding (2001) bestaat uit de volgende ondernemingen: Hator en Libra (voeding), Isis (kruidentheeën, cosmetica), Atos (medicinale kruiden en homeopathische medicijnen), Naturetex (textiel, tot 2007 Conytex), Mizan (pootgoed op basis van enttechnieken, joint venture met het Nederlandse bedrijf Grow Group). Het Nederlandse bedrijf Soil & More beheert er een composterings- en CO2-reductieproject. Ruim 850 (2009) zelfstandige organische landbouwbedrijven in Egypte levert grondstoffen aan deze bedrijven.
Abouleish kreeg gedaan dat het Ministerie van Landbouw stopte met het op grote schaal vanuit de lucht bespuiten van katoenaanplant met pesticiden en overging op in Sekem ontwikkelde natuurlijke vormen van bestrijding van schadelijke insecten en schimmels.
SEKEM was het eerste bedrijf in Afrika dat in 1990 met de experimentele teelt van biologische katoen begon. De reden was dat de chemische bestrijdingsmiddelen die van overheidswege met vliegtuigen over het land werden verspreid de biologische kruidenteelt van SEKEM onmogelijk maakte. SEKEM wist de Egyptische overheid ervan te overtuigen dat het grootschalige gebruik van chemische bestrijdingsmiddelen moest stoppen. Dit resulteerde in een reductie in het gebruik van chemische bestrijdingsmiddelen van 90 % op 400.000 ha Egyptische landbouwgrond en een toename van de opbrengst van 30 %.
In 1990 werd op initiatief van Abouleish het Centre of Organic Agriculture in Egypt (COAE) opgericht, een onafhankelijk controle-instituut voor organische landbouw in Egypte, Iran en Soedan.

## Sociaal-culturele ontwikkeling
Winsten uit de onderneming vloeien via de SEKEM Development Foundation terug in projecten voor de sociaal-culturele ontwikkeling van de inmiddels ruim dan 2.500 medewerkers (2009) en de bewoners van de omliggende dorpen. Op het SEKEM-terrein bevinden zich een basis- en middelbare school, waar wordt lesgegeven volgens de pedagogische inzichten van de Oostenrijker Rudolf Steiner en instituten voor beroepsonderwijs, volwasseneneducatie en onderwijs aan verstandelijk gehandicapten. Straatkinderen volgen er leer-werktrajecten in het kamillekinderenproject, er is een kliniek en een mobiele gezondheidsbrigade die in de dorpen spreekuren houdt en voorlichting geeft over gezondheid en hygiëne (13 dorpenproject, voor de periode van 2006/8 gefinancierd door de EU en particulieren). In 2008 werd dankzij een grote particuliere gift uit Nederland een UNICEF Community School geopend voor 'sociale wezen', kinderen vanaf 12 jaar die om wat voor reden dan ook geen basisonderwijs hebben genoten. Na drie jaar ontvangen ze een certificaat waarmee ze kunnen instromen in het reguliere beroepsonderwijs. In september 2012 gaat in Caïro de Heliopolis Universiteit (HU) voor duurzame ontwikkeling van start, die zich zal toeleggen op duurzame landbouw, vernieuwende economische modellen en milieuvriendelijke technieken. Interreligieuze en interculturele dialoog zullen gestalte krijgen in een studium generale onder de naam "Dar as-Salaam - creation through pluriformity".
In 2003 werd Abouleish onderscheiden met de Right Livelihood Award, ook wel bekend als Alternatieve Nobelpreis.
Sekem is een Oudegyptisch woord voor levenskracht van de zon.
In Duitsland, Nederland, Noorwegen, Oostenrijk en Zwitserland bestaan vriendenverenigingen die bekendheid aan SEKEM geven en geld inzamelen voor het ondersteunen van de sociale en culturele activiteiten van het SEKEM Development Fund.

## Belangrijkste onderscheidingen
- Bundesverdienstkreuz van de Bondsrepubliek Duitsland (2008)
- Ethics in Business Award, International Association for Human Values (2008)
- Lid van het World Future Council vanaf 2006
- Award for Outstanding Social Entrepreneurship, Ashoka Foundation, VS (2004)
- Award for Outstanding Social Entrepreneurship, Schwab Foundation, Zwitserland (2003)
- Right Livelihood Award (2003)
- Award for Outstanding Social Entrepreneurship, Arab Academy for Banking and Financial Sciences Jordanië (1988)
- Al Azhar Universiteit, Cairo, Egypte
- Cairo Universiteit, Egypte
- Eredoctoraat Universiteit van Graz, Oostenrijk

## Publicaties
- Ibrahim Abouleish, SEKEM, ontwikkelingssamenwerking in een nieuw perspectief, 2005, Zeist
- Ibrahim Abouleish, SEKEM: A Sustainable Community in the Egyptian Desert, ISBN 0-86315-532-4
- Respecting Human Nature, Al-Ahram Weekly[3]
- Mephisto in Elysium, Al-Ahram Weekly[4]
- Ibrahim Abouleish, Vision of Vitality, Engineering a Social Renaissance, Al-Ahram Weekly[5]
- Johanna Mair en Oliver Schoen, Successful social entrepreneurial business models in the context of developing economies: An explorative study, International Journal of Emerging Markets, deel 2, nr. 1, 2007, p. 54-68 (15)
- Johanna Mair en Christian Seelos, The SEKEM Initiative, 2004, Case Study - Harvard Business School Publishing[6]
- John Elkington en Pamela Hartigan, Power of Unreasonable People: How Social Entrepreneurs Create Markets that Change the World, 2008, HBS Press Book[7]
- Amira El Ahl, Wie kommt die Eurythmie in die Wüste?, Der Spiegel[8]